# 国際法務経営協会
国際法務経営協会 （こくさいほうむけいえいきょうかい、英: The International Practice Management Association、略: IPMA）は、アメリカ合衆国のアトランタに存在する法務事業経営に関する会員制の国際協会。パラリーガルおよび法務専門家の育成、専門的地位の保全、認知度促進活動などを行っている。

## 沿革
国際法務経営協会は1984年、法務サービス経営協会（The Legal Assistant Management Association、略: LAMA）としてワシントンDCで発足した。2005年に国際パラリーガル経営協会（The International Paralegal Management Association）に改称し、その後の産業構造や会員資格の変更に伴い2014年の議決で、国際法務経営協会（The International Practice Management Association）に改称した。 パラリーガルのみならず、実務家を擁する法律事務所や法務部門に一次資料の提供を行う教育機関である。

## 目的
公式サイトによれば以下のとおり。
- 世界の法律事務所や法律部門のパラリーガルやその他の実務支援専門家の経営に関する情報と教育について最も優れたリソースとなること。
- これら専門家の効果的な使用と経営を提唱すること。
- 会員における習熟度と専門家性の促進および強化。
- パラリーガルやその他の実務支援専門家の活用や事業価値について、会員、法律業界、一般大衆に対し先進的理念を提起すること（ソートリーダーシップ）[2]。

## 活動内容

### 報酬調査
ニューヨークにある法律・保険・不動産ビジネスに関する出版社ALMインテリジェンスとの共同調査により、パラリーガルや法務職員や実務家の賃金統計を年度毎に報告する。パラリーガルを11段階の級に分け、最も上級のパラリーガルから書記まで、賃金報酬及び仕事内容の参考値を発表している。

### 年次総会
会員や提携団体のために、毎年の年次大会と博覧会を行っている。

### 意見書
IPMAはパラリーガル規制やパラリーガル、法務経営家の業務について以下のような意見書を公表した。
- IPMA Position Paper on Paralegal Education
- IPMA Position Paper on US Paralegal Regulation[7]
- IPMA Position Paper on Paralegal Regulation in Canada - English Version
- Déclaration de Principe Sur la Réglementation des Parajuristes au Canada[リンク切れ]

### 会誌
- Inspired Leadership - 現在の会誌
- Paralegal Management - かつての会誌